# Ray Cordeiro
Reinaldo Maria Cordeiro BBS MBE (Hong Kong, 12 de dezembro de 1924 – Ma Liu Shui, 13 de janeiro de 2023), conhecido profissionalmente como Uncle Ray, foi um locutor de Hong Kong, ator e disc jockey na RTHK Radio 3. Ele foi nomeado "O DJ mais longevo do mundo" em 2000 pelo Guinness Book of World Records. Ele era descendente de portugueses de Macau, os macaenses.
Natural de Hong Kong, Cordeiro chegou a morar com a sua família na vizinha Macau, de 1943 até ao fim da Segunda Guerra Mundial, como refugiados, fugindo da ocupação japonesa de Hong Kong durante a guerra. Naquela altura, Macau, então uma colónia portuguesa, era território neutro.

## Carreira
Após a Segunda Guerra Mundial, quando Hong Kong reverteu para o domínio britânico, Cordeiro regressou para a sua terra natal. Trabalhou como guarda na Prisão Stanley e depois como escriturário no Hong Kong and Shanghai Banking Corporation. Em 1949, aos 25 anos, iniciou a carreira de radiodifusor como roteirista da Radio Rediffusion. Ele eventualmente se tornou um DJ e apresentou um programa chamado Progressive Jazz. Ele ingressou na Radio Television Hong Kong (RTHK) em 1960 como Chefe da Light Music. Em 1970, ele iniciou a série All the Way with Ray, que apenas terminou em 2021, tornando-se assim no programa de rádio de maior duração em Hong Kong. Ele também participou de vários filmes de Hong Kong nas décadas de 1970 e 80.
Ao longo dos anos, Cordeiro entrevistou muitos músicos de destaque, incluindo os Beatles. Ele foi reconhecido pela Elvis Presley Enterprises Inc. por sua contribuição ao longo da vida para Presley. Ele foi eleito DJ top de Hong Kong por quatro anos consecutivos. Ele foi premiado com um MBE em 1987 pela Rainha Elizabeth II no Palácio de Buckingham. Após a transferência da soberania de Hong Kong para a República Popular da China (1997), ele foi condecorado em 2008 pelo governo chinês de Hong Kong com a Estrela de Bronze Bauhinia.

## Morte
Cordeiro morreu no dia 13 de janeiro de 2023, aos 98 anos de idade.

## Programas hospedados
- Progressive Jazz (1949-1960 na Reddifusion)
- Talent Time (1950-1956 na Reddifusion)
- Rumpus Time (1950-1956 em Reddifusion)
- Just For You (1964-1969 na RTHK)
- De mim para você (1964-1969 na RTHK)
- Hit Parade (1964-1969 na RTHK)
- Lucky Dip (1964-1969 na RTHK)
- All the Way with Ray (1970 - 2021 na RTHK)
- Just Jazz with Uncle Ray (2012 - ? na RTHK)

## Filmografia
| Ano  | Título                       | Função                           |
| ---- | ---------------------------- | -------------------------------- |
| 1974 | Jogos que os jogadores jogam |                                  |
| 1975 | Vamos arrasar                |                                  |
| 1975 | A última mensagem            | Policial                         |
| 1976 | The Private Eyes             |                                  |
| 1981 | Segurança ilimitada          | Trapaceiro de corrida de cavalos |
| 1983 | Todos os espiões errados     | O judeu                          |